# Ormes (Aube)
Ormes é uma comuna francesa na região administrativa de Grande Leste, no departamento de Aube. Estende-se por uma área de 10,14 km². Em 2010 a comuna tinha 183 habitantes (densidade: 18 hab./km²).